# سرجو دوناتی
سرجو دوناتی (به ایتالیایی: Sergio Donati) (۱۳ آوریل ۱۹۳۳ – ۱۳ اوت ۲۰۲۴) فیلم‌نامه‌نویس اهل ایتالیا بود. او از سال ۱۹۵۲ تا 
سال ۲۰۰۸ بیش از ۷۰ فیلم‌نامه نوشت.
از جمله فیلم‌های او می‌توان به هفت ضربدر هفت، بن و چارلی، جان‌سخت، راز صحرا، کازابلانکا، کازابلانکا، هیولا، فرانک بدجنس و تونی بی‌مخ، جزیره مردان ماهی‌نما، ریمینی ریمینی - یک سال بعد و پلیس زن اشاره کرد.